# Edvard Weie
Viggo Thorvald Edvard Weie (født 18. november 1879 i København, død 9. april 1943 på Frederiksberg) var en dansk maler. Weie blev gift med maleren Agnes Louise Agnete Jensen 19. november 1930 i København. Han er begravet på Vestre Kirkegård.

## Opvækst
Edvard Weie voksede op i fattigdom. Skolegangen har han selv betegnet som en gru, hvor de eneste lyspunkter var tegnetimerne. Faderen havde forladt hjemmet, og inden skoletid måtte drengen hjælpe moderen med at bringe aviser ud. Herom har Weies malerven, den senere kunsthandler og auktionsholder Kai Grunth, fortalt: "Han har selv ment, at hans maleriske evne første gang vaktes ved at betragte morgenstemningens blege fine farver, når han med moderen efter endt arbejde drog hjem over Knippelsbro. At dette er rigtigt, viser den vedholdenhed, hvormed han i sin ungdom dyrker gryets og skumringens farvespil over havnen og dens kanaler." Den stemning præger hans ret mørke ungdomsmalerier, der adskiller sig fra den stil, han senere blev berømt for.

## Uddannelse
Efter at have uddannet sig til malersvend søgte han forgæves ind på på Kunstakademiet, og først i 1905, da han var 25 år gammel, fandt han frem til Zahrtmanns skole. Her kom han ind i kredsen af kommende modernister som Harald Giersing, Sigurd Swane og Gustaf Wolmar (sv). Elevforholdet til Kristian Zahrtmann sluttede i 1907, da Weie var blandt de udvalgte, der ledsagede læreren til Italien, men vendte hjem i utide på grund af en uoverensstemmelse.

## Malerkarriere
Efter Italiensrejsen malede Weie som før rejsen især motiver, prospekter og interiører fra Christianshavn. Stilen var naturalistisk, stilsøgende. I 1912, 1913, 1915 og 1917-20 malede han i kortere og længere perioder på Christiansø.
Weies udforskning af farvens klang var beslægtet med Karl Isaksons, og efter dennes død i 1922 søgte Weie at trænge dybere ind i forståelsen af farvernes udtryksmuligheder. I de følgende år malede han en lang række opstillinger, ofte af et par stærkt orange appelsiner og en ultramarinblå krukke. Som Isakson lagde Weie stor vægt på arbejdet med kontrastvirkningen, som han sammenlignede med det kontrapunktiske i musikken. Hvor helhedstonen hos Isakson ofte er mild og sydlandsk, er den hos Weie både køligere og mere dramatisk.
Sideløbende med opstillinger og landskaber var Weie i årene før 1. verdenskrig begyndt at arbejde med frie, fantasibårne figurkompositioner med mytologisk eller litterært udgangspunkt, og disse billeder betragtede han selv som sine vigtigste. Heri søgte han at forene klassiske temaer og en visionær, romantisk form med hensyn til rendyrkning af farven. 
Et yndet motiv blev folkelivet på Langelinie. På en lang række lærreder blev anonyme spadserende københavnere motiv for Weies eksperimenteren med former og farveklange. Ønsket om at skabe en stor figurkunst på moderne grundlag blev en livslang drivkraft. Han malede version efter version over en håndfuld udvalgte temaer, men på grund af en kraftig selvkritik levede de sjældent op til de forestillinger han havde, hvorfor mange endte i kakkelovnen.

## Debattør
Weie tilsluttede sig nødigt nogen bevægelse, og han isolerede sig stadig mere fra sine jævnaldrende ved den skånselsløse kritik, han fremførte i aviser og blade. Han betragtede hovedparten af samtidens danske kunst som værende i dyb krise og blottet for værdier, der gik ud over det rent kunstneriske. Selv insisterede han på, at det centrale i kunsten skulle være et menneskeligt moment, og han mente, at kunsten skulle forny sig gennem såvel et fordybet naturstudium som gennem arbejdet med farvernes musikalske potentiale. I den tyske romantiske musik så han den bedste inspiration til en fuldstændig omformning af kunstens værdigrundlag.
I sine sidste år udstillede Weie kun sjældent, men han arbejdede intenst med et skrift, hvori han sammenfattede sit kunstsyn. Dette skrift blev udgivet posthumt under titlen Poesi og Kultur af hans enke i 1951.

## Hædersbevisninger
- 1909-10 Bielke
- 1911-12, 1914, 1917 og 1919 Akademiet
- 1918 Oluf Hartmann
- 1920 og 1923 Zahrtmann
- 1921 Benny Claudi-Pedersen
- 1923 og 1926 J.R. Lund
- 1925 Eckersberg Medaillen
- 1927 Foltmar
- 1928 Zach. Jacobsen
- 1930 P.A. Schou
- 1931 Det anckerske Legat

## Billeder
| - Malerier af Edvard Weie - Fra Københavns Havn ved indsejlingen til Frederiksholms Kanal, 1897 - Kanalparti fra Christianshavn i måneskin, 1899 - Refshaleøen, 1907 - Både på Christianshavn, 1908 - Maleren Marius Hammann i interiør med lampelys, 1908 - Emma Weie, kunstnerens søster, 1909 - Fra Quai de la Tournelle (de), Paris, 1912 - Mindet, Christiansø, 1912 - Tegneren i Boserup Skov, 1914 - I præstens have Christiansø, 1917 - Postbåden kommer, Christiansø, 1920 - Opstilling med appelsiner, 1922 - Ved Langelinie, 1923 - Kvindelig model, 1923 - Vej gennem skov Ca. 1932 - Dante og Virgil i underverdenen, 1932 - Faun og nymfe, 1941 |

| - Weies hustru Agnes Jensen Mellem 1897 og 1943 - Opstilling med grøntsager Mellem 1897 og 1943 - Portræt af kunstnerens moder Mellem 1897 og 1943 - Maleren Mogens Lorentzen Mellem 1907 og 1943 - Gadesceneri ved en havn Udateret |